# Dachowa (województwo mazowieckie)
Dachowa – wieś w Polsce położona w województwie mazowieckim, w powiecie sochaczewskim, w gminie Sochaczew. Ma status sołęctwa.
| SIMC    | Nazwa    | Rodzaj    |
| ------- | -------- | --------- |
| 0738237 | Niezgoda | część wsi |

W latach 1975–1998 miejscowość administracyjnie należała do województwa skierniewickiego.